# حسن‌آباد (گرمسیر)
حسن‌آباد یک روستا در ایران است که دردهستان گرمسیر شهرستان اردستان واقع شده‌است. حسین‌آباد ۲۴۵ نفر جمعیت دارد.